# يورجن فيتشن
يورغن فيتشين (من مواليد 1 سبتمبر 1948 في هارسفيلد ، ألمانيا). مصرفي ألماني عمل كرئيس تنفيذي مشارك لبنك دويتشه ي الفترة من 2012 إلى 2016. خدم جنبًا إلى جنب مع انشو جين حتى عام 2015 وجون كريان من عام 2015. شغل منصب رئيس جمعية البنوك الألمانية من 2013 إلى 2016.

## التعليم
التحق فيتشين بالمدرسة في أثينيوم شتاد، ثم درس الاقتصاد وإدارة الأعمال في جامعة هامبورغ وتخرج عام 1975 بدرجة الماجستير في إدارة الأعمال.

## الحياة المهنية
من 1975 إلى 1987 ، عمل في سيتي بنك في مناصب مختلفة في هامبورغ وفرانكفورت أم ماين. في عام 1983، تم تعيينه عضوًا في اللجنة التنفيذية لسيتي بنك في ألمانيا.
بعد انضمامه إلى دويتشه بنك في عام 1987 ، شغل فيتشين مناصب تنفيذية في تايلاند واليابان وسنغافورة، وذلك قبل أن يصبح عضوًا في مجلس إدارة الشركات والمؤسسات العالمية في عام 1997، ومقره في فرانكفورت. بعد عام انضم إلى قسم الشركات والمؤسسات العالمية المصمم حديثًا ومقره لندن. في عام 2001 تم تعيينه في مجلس إدارة مجموعة دويتشه بنك حيث كان مسؤولاً عن قسم الشركات والاستثمار في البنك.
كان فيتشين عضوًا في اللجنة التنفيذية لمجموعة دويتشه بنك منذ عام 2002. في عام 2005 تم تعيينه رئيسًا لفريق الإدارة الإقليمية المُنشأ حديثًا في جميع أنحاء العالم والرئيس التنفيذي لألمانيا، ومقره في فرانكفورت. بصفته الرئيس التنفيذي في ألمانيا، فهو أيضًا رئيس لجنة الإدارة في ألمانيا. وبهذه الصفة انضم فيتشن إلى مجلس إدارة دويتشه بنك في عام 2009.
في ديسمبر 2012 ، وضِع فيتشين قيد التحقيق بزعم التهرب من ضريبة المبيعات، والتي حدثت في عام 2009. بعد مداهمة قام بها أكثر من 500 من مسؤولي الشرطة ومفتشي الضرائب، اتصل فيتشن بالوزير الرئيس لولاية هيس الألمانية، فولكر بوفييه، واشتكى من المداهمة، قائلا إن الحادث أضر بسمعة أكبر مُقرض ألماني.

## مواقع أخرى
فيتشين عضو في مجلس إدارة كوهين وناجل إنترناشونال، وعضو في مجلس الإشراف على مترو جروب وعضو في مجلس الإشراف في شوت إي جي.